# Згорње Грушковје
Згорње Грушковје (словен. Zgornje Gruškovje) је насељено место у општини Подлехник, Подравска регија, Словенија.

## Географска локација
Згорње Грушковје се налази на самој граници Словеније са Хрватском. Гранични прелаз Грушковје-Мацељ налазио се у атару насеља.

## Историја
До територијалне реорганизације у Словенији било је у саставу старе општине Птуј.

## Становништво
У попису становништва из 2011. године, Згорње Грушковје је имало 111 становника.
| Број становника према пописима | Број становника према пописима | Број становника према пописима |
| ------------------------------ | ------------------------------ | ------------------------------ |
| 1991                           | 2002                           | 2011                           |
| 161                            | 117                            | 111                            |

Напомена: Године 1974. настала поделом насеља Грушковје, које је укинуто, на два нова самостална насеља: Згорње Грушковје и Сподње Грушковје. Преостали део припада насељу Трдобојци (Видем).